# Via Collatina
Pour la déesse, voir Collatina.

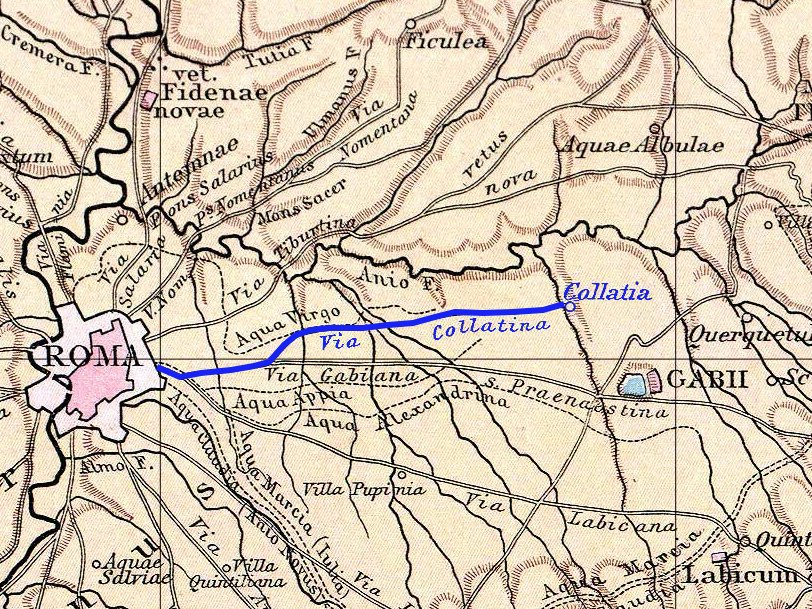
Tracé de la Via Collatina en bleu

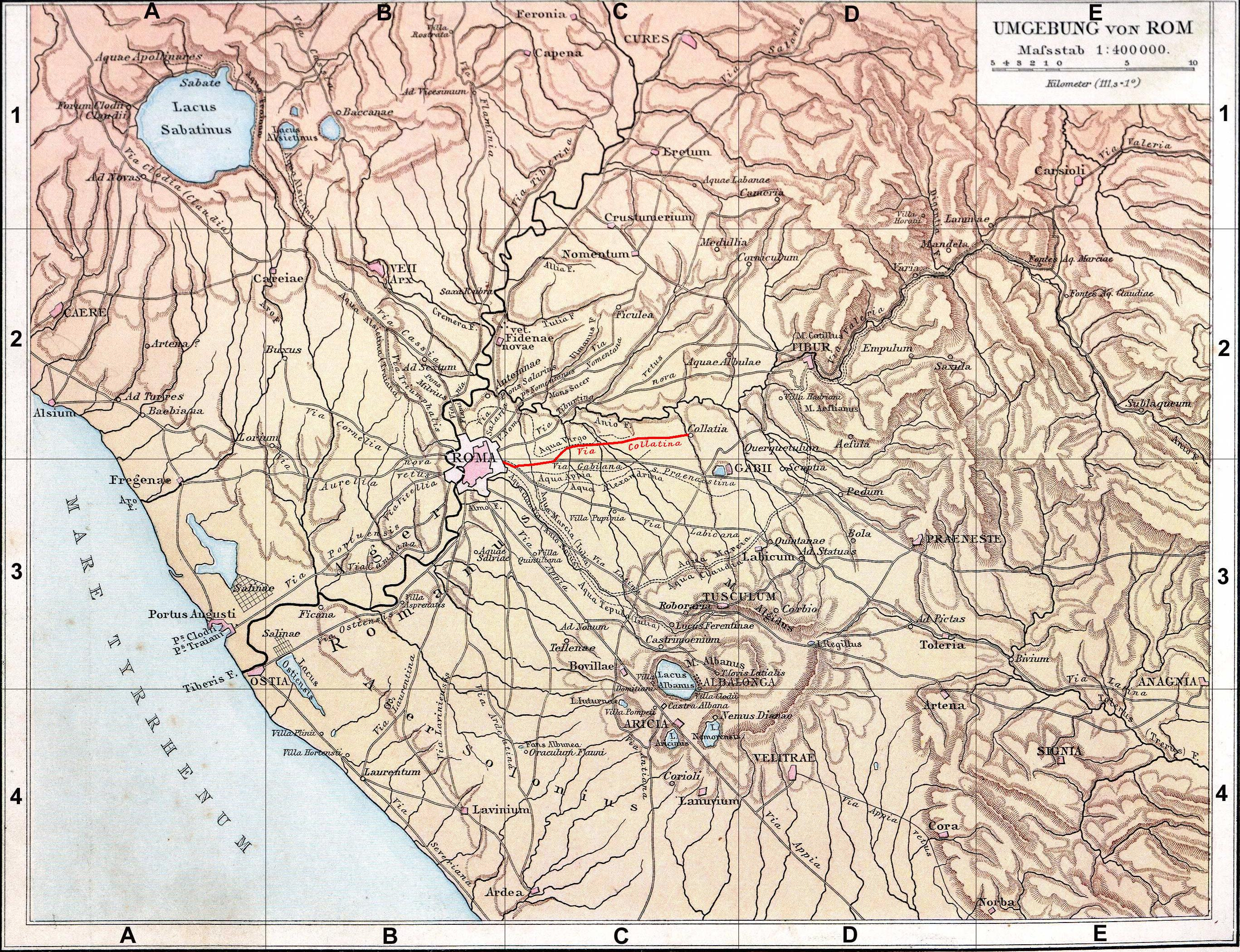
La voie Collatine sur une carte du Latium antique
(1886, G. Droysens Allgemeiner Historischer Handatlas)

La Voie Collatine (latin : Via Collatina) est une voie romaine qui relie Rome à Collatie, une ville à l'est de Rome en amont de l'Anio.
Cette voie atteint Rome au niveau de la Porte Majeure, comme la Voie Gabienne qui rejoint Gabies et Préneste et la Via Labicana qui lie Labicum à Rome, puis part vers l'est où elle longe l'Aqueduc Virgo dont la source est proche de la voie, et rejoint enfin la ville antique de Collatie. Cette cité est située à environ 15 km au nord-est de Rome, sur un ruisseau tributaire de l'Anio.